# Andreas Haddad
Andreas Daniel Gabriel Haddad, född Turandar 5 maj 1982 i Spånga, är en svensk fotbollsspelare med assyriskt ursprung som har spelat över 130 seriematcher för Assyriska FF.

## Klubbkarriär
Han började sin fotbollskarriär i AIK där han redan som ung visade sig vara en lovande talang.
Haddad spelade för Assyriska FF mellan 2001 och 2005, där han bland annat spelade upp Assyriska i Allsvenskan 2005 med 13 mål på 22 matcher. En bit in i säsongen lämnade han klubben för spel i den norska klubben Lillestrøm SK där han var med och spelade den norska cupfinalen samt Royal League-finalen. Däremot trivdes inte och begav sig hem till Assyriska där han stod för 13 mål på 17 matcher och blev köpt till Danska klubben Vejle. Vejle valde senare att bryta Haddads konrakt på grund av att den danske läkaren berättat att Haddad aldrig mer skulle kunna spela fotboll. Efter 2 års frånvaro från fotbollen med ett flertal operationer i bagaget så var Haddad redo att spela fotboll igen och återupptog sin karriär i Qviding FIF sommaren 2009.
Efter ett äventyr till Oman med 8 matcher och 7 mål var Haddad redo att komma hem och valde då att återvända till Assyriska mitt i säsongen efter att hans bästa kompis, och Assyriska-spelaren, Eddie Moussa blivit mördad 2010. Han spelade 10 matcher från start och gjorde 8 mål för Assyriska i Superettan. I början av januari 2011 skrev han på ett flerårigt kontrakt med allsvenska Örebro SK. Haddad började bra med fler mål än spelade matcher på försäsongen men när Allsvenskan drog igång hann det bara bli 4 matcher och 3 mål tills oturen var framme igen och Haddad fick lägga sig på operationsbordet. Under 2013 skulle vi få se Haddad tillbaka i hetluften igen efter 2 års skadehelvete, nu i IF Brommapojkarna. Han startade återigen bra med 5 mål  på de 8 inledande matcherna. 
Mitt under pågående säsong köptes han av Hammarby IF men hann bara med ett fåtal matcher innan han skadade sig igen. Efter säsongen 2014 valde Hammarby att inte förlänga med Haddad som då fick lämna klubben. Under transferfönstrets sista dag den 31 mars 2015 värvades Haddad av Assyriska FF. Under säsongen 2015 bytte han position till mittback.
Efter säsongen 2015 avslutade Haddad sin spelarkarriär. I januari 2017 återvände Haddad till fotbollen för spel i Assyriska FF.

## Tränaruppdrag
Inför säsongen 2018 meddelade Södertälje FK i Division 2 att Haddad blivit ny huvudtränare för klubben.

## Privatliv
I december 2010 föddes hans son Gillion. I december 2014 släpptes Haddads självbiografi Helvetet tur och retur, där han bland annat berättade om sitt förflutna som kriminell.